# Aurelian Chițu
Aurelian Ionuț Chițu (Țăndărei, 25 marzo 1991) è un calciatore rumeno, centrocampista dell'Hermannstadt.

## Carriera

### Club
Dal 2009 al 2013 gioca nel Viitorul Costanza, per poi passare, nel 2013, alla squadra francese del Valenciennes.

### Nazionale
Nel 2013 debutta con la Nazionale rumena.

## Palmarès

### Club

#### Competizioni nazionali
- Campionato rumeno: 1

Viitorul Constanța: 2016-2017
- Supercoppa di Romania: 1

Astra Giurgiu: 2014